# Список астероїдів (161301—161400)
| Назва               | Тимчасове позначення | Дата відкриття  | Місце відкриття             | Відкривач                  |
| ------------------- | -------------------- | --------------- | --------------------------- | -------------------------- |
| (161301) 2003 MH1   | 2003 MH1             | 22 червня 2003  | Сокорро (Нью-Мексико)       | LINEAR                     |
| (161302) 2003 NK2   | 2003 NK2             | 3 липня 2003    | Обсерваторія Ріді-Крик      | Джон Бротон                |
| (161303) 2003 NT6   | 2003 NT6             | 6 липня 2003    | Обсерваторія Ріді-Крик      | Джон Бротон                |
| (161304) 2003 NQ9   | 2003 NQ9             | 3 липня 2003    | Станція Андерсон-Меса       | LONEOS                     |
| (161305) 2003 OQ1   | 2003 OQ1             | 21 липня 2003   | Обсерваторія Галеакала      | NEAT                       |
| (161306) 2003 OB2   | 2003 OB2             | 22 липня 2003   | Обсерваторія Галеакала      | NEAT                       |
| (161307) 2003 OR2   | 2003 OR2             | 22 липня 2003   | Обсерваторія Галеакала      | NEAT                       |
| (161308) 2003 OU20  | 2003 OU20            | 31 липня 2003   | Обсерваторія Ріді-Крик      | Джон Бротон                |
| (161309) 2003 OC22  | 2003 OC22            | 29 липня 2003   | Сокорро (Нью-Мексико)       | LINEAR                     |
| (161310) 2003 OE28  | 2003 OE28            | 24 липня 2003   | Паломарська обсерваторія    | NEAT                       |
| (161311) 2003 OY28  | 2003 OY28            | 24 липня 2003   | Паломарська обсерваторія    | NEAT                       |
| (161312) 2003 OY30  | 2003 OY30            | 30 липня 2003   | Сокорро (Нью-Мексико)       | LINEAR                     |
| (161313) 2003 PZ10  | 2003 PZ10            | 4 серпня 2003   | Сокорро (Нью-Мексико)       | LINEAR                     |
| (161314) 2003 QQ3   | 2003 QQ3             | 17 серпня 2003  | Обсерваторія Галеакала      | NEAT                       |
| 161315 de Shalit    | 2003 QS5             | 19 серпня 2003  | Обсерваторія Вайза          | Давид Полішук              |
| (161316) 2003 QH6   | 2003 QH6             | 18 серпня 2003  | Станція Кампо Імператоре    | CINEOS                     |
| (161317) 2003 QQ15  | 2003 QQ15            | 20 серпня 2003  | Паломарська обсерваторія    | NEAT                       |
| (161318) 2003 QB18  | 2003 QB18            | 22 серпня 2003  | Паломарська обсерваторія    | NEAT                       |
| (161319) 2003 QJ28  | 2003 QJ28            | 21 серпня 2003  | Обсерваторія Чрні Врх       | Обсерваторія Чрні Врх      |
| (161320) 2003 QE33  | 2003 QE33            | 22 серпня 2003  | Станція Кампо Імператоре    | CINEOS                     |
| (161321) 2003 QR33  | 2003 QR33            | 22 серпня 2003  | Сокорро (Нью-Мексико)       | LINEAR                     |
| (161322) 2003 QZ33  | 2003 QZ33            | 22 серпня 2003  | Паломарська обсерваторія    | NEAT                       |
| (161323) 2003 QF39  | 2003 QF39            | 22 серпня 2003  | Паломарська обсерваторія    | NEAT                       |
| (161324) 2003 QE41  | 2003 QE41            | 22 серпня 2003  | Сокорро (Нью-Мексико)       | LINEAR                     |
| (161325) 2003 QZ49  | 2003 QZ49            | 22 серпня 2003  | Паломарська обсерваторія    | NEAT                       |
| (161326) 2003 QC60  | 2003 QC60            | 23 серпня 2003  | Сокорро (Нью-Мексико)       | LINEAR                     |
| (161327) 2003 QS63  | 2003 QS63            | 23 серпня 2003  | Сокорро (Нью-Мексико)       | LINEAR                     |
| (161328) 2003 QV66  | 2003 QV66            | 22 серпня 2003  | Сокорро (Нью-Мексико)       | LINEAR                     |
| (161329) 2003 QO72  | 2003 QO72            | 23 серпня 2003  | Сокорро (Нью-Мексико)       | LINEAR                     |
| (161330) 2003 QY79  | 2003 QY79            | 26 серпня 2003  | Обсерваторія Ріді-Крик      | Джон Бротон                |
| (161331) 2003 QA90  | 2003 QA90            | 25 серпня 2003  | Сокорро (Нью-Мексико)       | LINEAR                     |
| (161332) 2003 QX93  | 2003 QX93            | 28 серпня 2003  | Обсерваторія Галеакала      | NEAT                       |
| (161333) 2003 QR99  | 2003 QR99            | 28 серпня 2003  | Сокорро (Нью-Мексико)       | LINEAR                     |
| (161334) 2003 QY103 | 2003 QY103           | 31 серпня 2003  | Обсерваторія Галеакала      | NEAT                       |
| (161335) 2003 QQ114 | 2003 QQ114           | 24 серпня 2003  | Сокорро (Нью-Мексико)       | LINEAR                     |
| (161336) 2003 RQ1   | 2003 RQ1             | 2 вересня 2003  | Обсерваторія Ріді-Крик      | Джон Бротон                |
| (161337) 2003 RB22  | 2003 RB22            | 14 вересня 2003 | Обсерваторія Галеакала      | NEAT                       |
| (161338) 2003 SC4   | 2003 SC4             | 16 вересня 2003 | Обсерваторія Кітт-Пік       | Spacewatch                 |
| (161339) 2003 SL22  | 2003 SL22            | 16 вересня 2003 | Обсерваторія Кітт-Пік       | Spacewatch                 |
| (161340) 2003 SK37  | 2003 SK37            | 16 вересня 2003 | Паломарська обсерваторія    | NEAT                       |
| (161341) 2003 SM41  | 2003 SM41            | 17 вересня 2003 | Паломарська обсерваторія    | NEAT                       |
| (161342) 2003 SQ44  | 2003 SQ44            | 16 вересня 2003 | Станція Андерсон-Меса       | LONEOS                     |
| (161343) 2003 SL62  | 2003 SL62            | 17 вересня 2003 | Обсерваторія Кітт-Пік       | Spacewatch                 |
| (161344) 2003 SU64  | 2003 SU64            | 18 вересня 2003 | Станція Кампо Імператоре    | CINEOS                     |
| (161345) 2003 SX64  | 2003 SX64            | 18 вересня 2003 | Станція Кампо Імператоре    | CINEOS                     |
| (161346) 2003 SG89  | 2003 SG89            | 18 вересня 2003 | Паломарська обсерваторія    | NEAT                       |
| (161347) 2003 SP94  | 2003 SP94            | 19 вересня 2003 | Станція Кампо Імператоре    | CINEOS                     |
| (161348) 2003 SR103 | 2003 SR103           | 20 вересня 2003 | Сокорро (Нью-Мексико)       | LINEAR                     |
| 161349 Mecsek       | 2003 SJ127           | 19 вересня 2003 | Обсерваторія Піскештето     | К. Сарнецкі, Бріґіта Шіпоч |
| (161350) 2003 SM140 | 2003 SM140           | 19 вересня 2003 | Сокорро (Нью-Мексико)       | LINEAR                     |
| (161351) 2003 SR140 | 2003 SR140           | 19 вересня 2003 | Паломарська обсерваторія    | NEAT                       |
| (161352) 2003 SY140 | 2003 SY140           | 19 вересня 2003 | Паломарська обсерваторія    | NEAT                       |
| (161353) 2003 SV142 | 2003 SV142           | 20 вересня 2003 | Сокорро (Нью-Мексико)       | LINEAR                     |
| (161354) 2003 SH149 | 2003 SH149           | 16 вересня 2003 | Обсерваторія Кітт-Пік       | Spacewatch                 |
| (161355) 2003 SG152 | 2003 SG152           | 19 вересня 2003 | Станція Андерсон-Меса       | LONEOS                     |
| (161356) 2003 SS157 | 2003 SS157           | 19 вересня 2003 | Станція Андерсон-Меса       | LONEOS                     |
| (161357) 2003 SB162 | 2003 SB162           | 18 вересня 2003 | Обсерваторія Кітт-Пік       | Spacewatch                 |
| (161358) 2003 SC163 | 2003 SC163           | 19 вересня 2003 | Обсерваторія Кітт-Пік       | Spacewatch                 |
| (161359) 2003 SU164 | 2003 SU164           | 20 вересня 2003 | Станція Андерсон-Меса       | LONEOS                     |
| (161360) 2003 SR165 | 2003 SR165           | 20 вересня 2003 | Станція Андерсон-Меса       | LONEOS                     |
| (161361) 2003 SS165 | 2003 SS165           | 20 вересня 2003 | Станція Андерсон-Меса       | LONEOS                     |
| (161362) 2003 SC182 | 2003 SC182           | 20 вересня 2003 | Сокорро (Нью-Мексико)       | LINEAR                     |
| (161363) 2003 SF192 | 2003 SF192           | 19 вересня 2003 | Обсерваторія Галеакала      | NEAT                       |
| (161364) 2003 SJ198 | 2003 SJ198           | 21 вересня 2003 | Станція Андерсон-Меса       | LONEOS                     |
| (161365) 2003 SD199 | 2003 SD199           | 21 вересня 2003 | Станція Андерсон-Меса       | LONEOS                     |
| (161366) 2003 SX207 | 2003 SX207           | 26 вересня 2003 | Сокорро (Нью-Мексико)       | LINEAR                     |
| (161367) 2003 SP208 | 2003 SP208           | 23 вересня 2003 | Паломарська обсерваторія    | NEAT                       |
| (161368) 2003 SD226 | 2003 SD226           | 26 вересня 2003 | Сокорро (Нью-Мексико)       | LINEAR                     |
| (161369) 2003 SK228 | 2003 SK228           | 28 вересня 2003 | Обсерваторія Кітт-Пік       | Spacewatch                 |
| (161370) 2003 SJ233 | 2003 SJ233           | 25 вересня 2003 | Паломарська обсерваторія    | NEAT                       |
| 161371 Bertrandou   | 2003 SO244           | 25 вересня 2003 | Обсерваторія Сен-Сюльпіс    | Бернар Крістоф             |
| (161372) 2003 SM247 | 2003 SM247           | 26 вересня 2003 | Сокорро (Нью-Мексико)       | LINEAR                     |
| (161373) 2003 SN259 | 2003 SN259           | 28 вересня 2003 | Обсерваторія Кітт-Пік       | Spacewatch                 |
| (161374) 2003 SA272 | 2003 SA272           | 27 вересня 2003 | Обсерваторія Кітт-Пік       | Spacewatch                 |
| (161375) 2003 SF291 | 2003 SF291           | 29 вересня 2003 | Сокорро (Нью-Мексико)       | LINEAR                     |
| (161376) 2003 SH291 | 2003 SH291           | 29 вересня 2003 | Сокорро (Нью-Мексико)       | LINEAR                     |
| (161377) 2003 SX292 | 2003 SX292           | 26 вересня 2003 | Обсерваторія Чрні Врх       | Обсерваторія Чрні Врх      |
| (161378) 2003 ST293 | 2003 ST293           | 27 вересня 2003 | Обсерваторія Кітт-Пік       | Spacewatch                 |
| (161379) 2003 SE298 | 2003 SE298           | 18 вересня 2003 | Обсерваторія Галеакала      | NEAT                       |
| (161380) 2003 SD304 | 2003 SD304           | 17 вересня 2003 | Паломарська обсерваторія    | NEAT                       |
| (161381) 2003 TH7   | 2003 TH7             | 1 жовтня 2003   | Станція Андерсон-Меса       | LONEOS                     |
| (161382) 2003 TJ11  | 2003 TJ11            | 14 жовтня 2003  | Станція Андерсон-Меса       | LONEOS                     |
| (161383) 2003 TH15  | 2003 TH15            | 15 жовтня 2003  | Станція Андерсон-Меса       | LONEOS                     |
| (161384) 2003 UK25  | 2003 UK25            | 24 жовтня 2003  | Обсерваторія Столова Гора   | Дж. Янґ                    |
| (161385) 2003 UM27  | 2003 UM27            | 23 жовтня 2003  | Обсерваторія Ґудрайк-Піґотт | Рой Такер                  |
| (161386) 2003 UB28  | 2003 UB28            | 21 жовтня 2003  | Сокорро (Нью-Мексико)       | LINEAR                     |
| (161387) 2003 UX40  | 2003 UX40            | 16 жовтня 2003  | Станція Андерсон-Меса       | LONEOS                     |
| (161388) 2003 UH62  | 2003 UH62            | 16 жовтня 2003  | Станція Андерсон-Меса       | LONEOS                     |
| (161389) 2003 UL78  | 2003 UL78            | 17 жовтня 2003  | Обсерваторія Чрні Врх       | Обсерваторія Чрні Врх      |
| (161390) 2003 UB81  | 2003 UB81            | 16 жовтня 2003  | Станція Андерсон-Меса       | LONEOS                     |
| (161391) 2003 UF97  | 2003 UF97            | 19 жовтня 2003  | Обсерваторія Кітт-Пік       | Spacewatch                 |
| (161392) 2003 UU116 | 2003 UU116           | 21 жовтня 2003  | Сокорро (Нью-Мексико)       | LINEAR                     |
| (161393) 2003 UJ122 | 2003 UJ122           | 19 жовтня 2003  | Обсерваторія Кітт-Пік       | Spacewatch                 |
| (161394) 2003 UL130 | 2003 UL130           | 18 жовтня 2003  | Паломарська обсерваторія    | NEAT                       |
| (161395) 2003 UM131 | 2003 UM131           | 19 жовтня 2003  | Паломарська обсерваторія    | NEAT                       |
| (161396) 2003 UR132 | 2003 UR132           | 19 жовтня 2003  | Паломарська обсерваторія    | NEAT                       |
| (161397) 2003 UU140 | 2003 UU140           | 16 жовтня 2003  | Паломарська обсерваторія    | NEAT                       |
| (161398) 2003 UY162 | 2003 UY162           | 21 жовтня 2003  | Сокорро (Нью-Мексико)       | LINEAR                     |
| (161399) 2003 UB163 | 2003 UB163           | 21 жовтня 2003  | Сокорро (Нью-Мексико)       | LINEAR                     |
| (161400) 2003 UV164 | 2003 UV164           | 21 жовтня 2003  | Сокорро (Нью-Мексико)       | LINEAR                     |